# Christian Büttrich
Christian Büttrich (* 26. Juli 1935; † 23. Oktober 2004) war ein deutscher Germanist und Bibliothekar.

## Leben und Wirken
Christian Büttrich studierte Germanistik und Latein auf Lehramt. An der Freien Universität Berlin war er ein Mitarbeiter von Hans-Egon Hass und wurde 1972 bei Eberhard Lämmert mit einer Dissertation über Gerhart Hauptmann promoviert. Er war 26 Jahre am Aufbau der Germanistischen Bibliothek der Freien Universität Berlin beteiligt, die er bis 2000 leitete. Ihre Bestände gingen 2005 in der Philologischen Bibliothek auf.

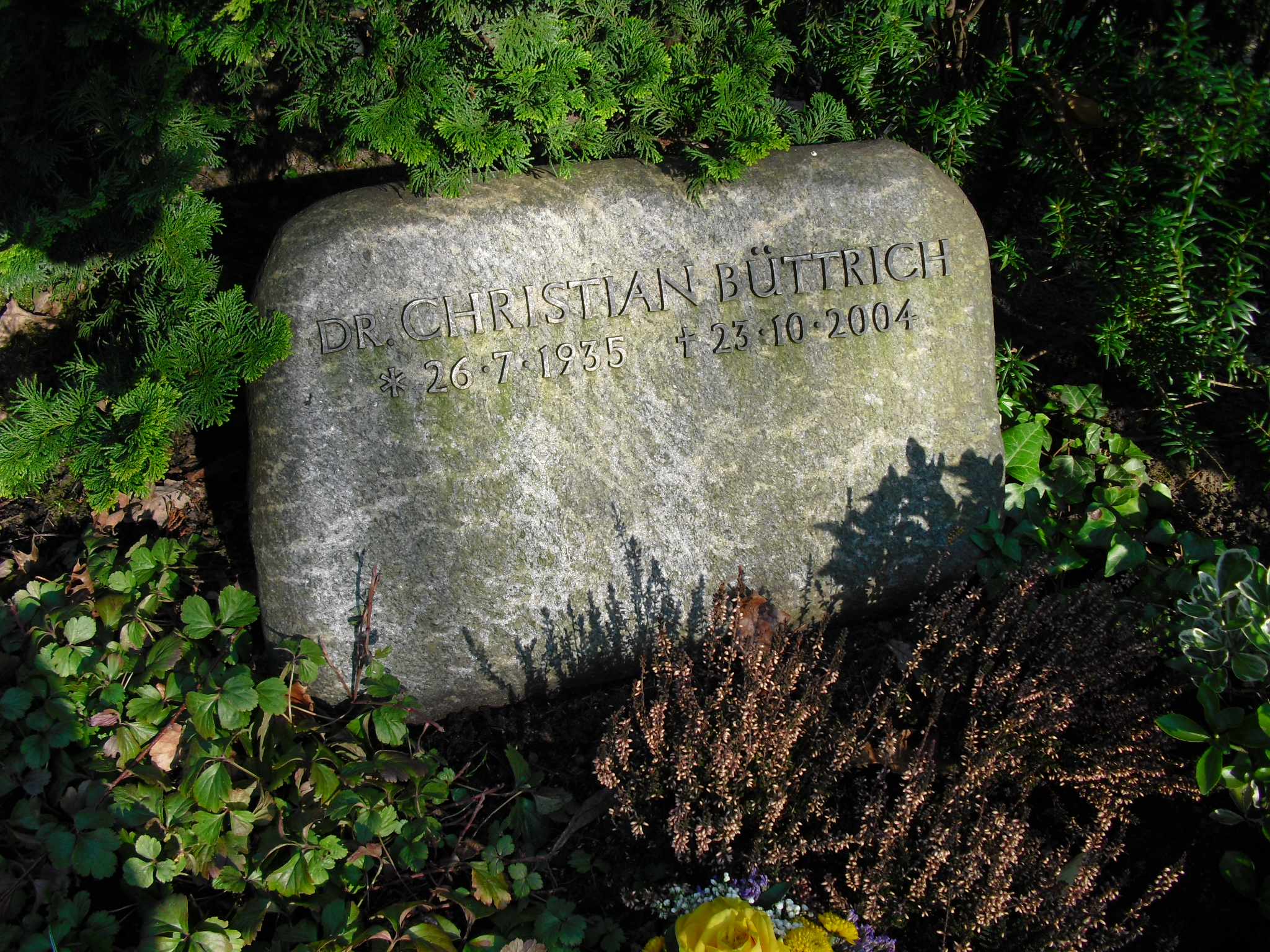
Grabstätte von Christian Büttrich

In den 1980er Jahren gab Büttrich mit Norbert Miller die Gesammelten Werke von Marie Luise Kaschnitz in sieben Bänden heraus. 2000 gab er zusammen mit seiner Ehefrau Marianne Büttrich und Iris Schnebel-Kaschnitz die Tagebücher aus den Jahren 1936–1966 in zwei Bänden heraus.
Er wurde auf dem Friedhof Steglitz in Berlin-Steglitz beerdigt.

## Auszeichnungen
- 2001: Bundesverdienstkreuz am Bande[1]

## Schriften
- Gerhart Hauptmanns „Till Eulenspiegel“. Mythologie und mythische Bildlichkeit. Dissertation. Freie Universität 1972. Hahn, Hannover 1992, ISBN  	978-3-7752-5500-4.
- mit Norbert Miller (Hrsg.): Gesammelte Werke: Marie Luise Kaschnitz. Sieben Bände. Insel, Frankfurt am Main 1981–1989, DNB 550882847.
- mit Marianne Büttrich, Iris Schnebel-Kaschnitz (Hrsg.): Marie Luise Kaschnitz: Tagebücher aus den Jahren 1936–1966. Zwei Bände. Insel, Frankfurt am Main 2000, ISBN 978-3-458-16971-0.